# Левек, Пьер-Шарль
Пьер-Шарль Левек (фр. Pierre-Charles Levesque; 28 марта, 1736, Париж — 12 мая 1812, Париж) — французский художник-любитель, рисовальщик и гравёр, а затем историк, литератор, переводчик. По рекомендации Дени Дидро работал в Санкт-Петербурге. Автор пятитомной «Истории России».

## Биография
Пьер-Шарль родился в семье парижского гравёра, несмотря на неудачи в судьбе своей семьи, продолжил гуманитарное образование. Некоторое время зарабатывал на жизнь, работая гравёром. В 1764 году женился на Марии Франсуазе Элизабет Оттетер (1738—1820), дочери учителя танцев. В брачном контракте он представил себя как «рисовальщика и гравёра глубокой печати». Их дочь, Мари-Луиза Роза Левек, родилась в 1768 году. Она вышла замуж за Петиньи де Сен-Ромена и стала писательницей.
Опубликовав несколько статей по философии, Пьер-Шарль Левек привлёк к своей персоне внимание Дидро. Последний рекомендовал Левека российской императрице Екатерине II, после чего Левек был приглашён преподавать в Санкт-Петербург в Императорский сухопутный шляхетский кадетский корпус.
Левек прожил в России семь лет вместе с женой и дочерью. Он использовал все возможности для сбора материалов для истории столь экзотической для Запада страны, которую опубликовал по возвращении во Францию. Пятитомная «История России» (Histoire de Russie) вышла в свет в конце 1781 года. Она охватывала все периоды истории страны, и до выхода в свет «Истории государства Российского» Н. М. Карамзина, в русских дворянских семьях представляла собой основной источник по истории русского государства.
В первый том вошли материалы от расселения славян и призвания варягов до 1212 года, во второй — от правления Юрия Всеволодовича до 1533 года, в третий — от начала правления царя Ивана Грозного до окончания Смутного времени, в четвёртый — от избрания на престол Михаила Фёдоровича до 1713 года, в пятый — с 1713 года до правления императрицы Екатерины II. В 1783 году, вместе со вторым изданием вышла двухтомная «История народов, подвластных России, или продолжение истории России» (Histoire des différents peuples soumis à la domination des Russes, ou Suite de l’Histoire de Russie).
Работа Левека имела успех не только в самой России. Во Франции она открыла автору двери Академии надписей. Левек был приглашён на кафедру морали, а затем на кафедру истории в Коллеж де Франс.
Пьер-Шарль Левек перевёл на французский язык сочинения Ксенофонта и Плутарха для сборника античных моралистов, а его главное литературное произведение — перевод на французский трудов Фукидида. Он публиковал многочисленные статьи в различных литературных и научных сборниках. Известно также его активное сотрудничество с изданием «Истории обеих Индий» аббата Рейналя.

## Оценки «Истории России» Левека
Книга издаётся до настоящего времени, она оказала «значительное влияние на образ России на Западе, а также на русскую историографию» и «является конкретным примером применения планов Дидро в отношении цивилизации России». В этой работе Левек проявил себя как выдающийся учёный, его использование источников соответствует требованиям, сформулированным французскими энциклопедистами. Его основной принцип заключается в том, что «здравая» историческая критика требует проверки подлинности источника, анализа его качеств и недостатков, а также сравнения источников друг с другом". Русский историк написал, что труд Левека «хотя имеет много недостатков, однакожь лучше всех других». По мнению Карамзина: «Левек, как Писатель, не без дарования, не без достоинств; соображает довольно хорошо, рассказывает довольно складно, судит довольно справедливо; но кисть его слаба, краски не живы; слог правильный, логический, но не быстрый. К том же Россия не мать ему; не наша кровь течёт в его жилах; может ли он говорить о Руских с таким чувством, как Руской? Всего же более не люблю его за то, что он унижает Петра Великого…». Немецкий и российский историк А. Л. Шлёцер, воздавая должное труду Левека, отмечал: «Нельзя поспорить, что кто-либо из иностранцев написал о русской истории что-то более сносное и при этом столь же полное, как этот Левек».
Вскоре после выхода в свет «Истории России» Екатерина II, болезненно восприняв взгляд автора на историю России, решила написать в ответ критическое сочинение «Записки касательно русской истории» (1783). В своём письме к М. Гримму она писала: «Это выйдет противоядием негодникам, унижающим российскую историю, каковы Леклерк и учитель его Левек, оба скоты и, не прогневайтесь, скоты скучные и глупые».

## Оригинальные издания
- Histoire de Russie, tirée des chroniques originales, de pièces authentiques et des meilleurs historiens de la nation. Paris, De Bure l’aîné, 5 vol. in-12, 1782 [dans la quatrième édition de 1812, l’avertissement (p. 1) rappelle que, "bien que le frontispice porte 1782, le livre a paru dans les derniers mois de 1781].
- Histoire des différents peuples soumis à la domination des Russes, ou Suite de l’Histoire de Russie, Paris, De Bure l’aîné, 1783, 2 vol. in-12 ;
- Ces deux ouvrages ont été réunis : 1°) dans une deuxième édition intitulée Histoire de Russie, nouvelle édition corrigée et augmentée par l’auteur et conduite jusqu’à la mort de l’impératrice Catherine II, paru à Paris, A la librairie économique en 1799 (an VIII) en 8 vol. ; 2°) une troisième édition parue en 1800 chez P.F. Fauche (Hambourg et Brunswick) en 8 vol. sous le même titre que la deuxième édition ; 3°) enfin une quatrième édition, intitulée Histoire de Russie et des principales nations de l’empire russe, 4e édition revue et augmentée d’une vie inédite de Catherine II, continuée jusqu’à la mort de Paul 1er, avec des Notes de Malte-Brun et Depping, Paris, Fournier et Ferra, 1812, 8 vol. in-8° avec un atlas.
- La France sous les cinq premiers Valois, ou histoire de France depuis l’avènement de Philippe de Valois jusqu'à la mort de Charles VII, Paris, De Bure, 1788, 4 vol. in-12 ; (avec Claude-Henri Watelet) Dictionnaire des arts de peinture, sculpture et gravure, Paris, Prault, 1792, 5 vol. grand in-8° ;
- Dictionnaire des beaux-arts de l’Encyclopédie Méthodique, Paris, Panckoucke, 1788 ;
- Études de l’histoire ancienne et de celle de la Grèce : de la constitution de la république d’Athènes et de celle de Lacédémone, de la législation, des tribunaux, des mœurs et usages des Athéniens, de la poésie, de la philosophie et des arts chez les Grecs, Paris, Fournier Frères, 1811, 5 vol. ;
- Opuscules philosophiques.